# Lista de recordes mundiais dos esportes
Esta é uma Lista de recordes mundiais dos esportes.

## Jogos Mundiais
|                                               | Nome           | Nacionalidade | Ano  | Detalhes                                 | Ref | Imagem |
| --------------------------------------------- | -------------- | ------------- | ---- | ---------------------------------------- | --- | ------ |
| Maior ganhador de Medalhas nos Jogos Mundiais | Jürgen Kolenda | Alemanha      | 1985 | 11 medalhas de Ouro, em 2 Jogos Mundiais |     |        |

## Olimpíadas
| | Nome                                                                                    | Nacionalidade                                                   | Ano                      | Detalhes | Ref         | Imagem |
| --- | --------------------------------------------------------------------------------------- | --------------------------------------------------------------- | ------------------------ | --- | ----------- | ------ |
| Maior ganhador de medalhas nos Jogos Olímpicos                                                       | Michael Phelps                                                                          | Estados Unidos                                                  | 2012                     | 22 medalhas (18 de ouro, 2 de prata e 2 de bronze) - em 4 Olimpíadas |             |        |
| Maior ganhadora de medalhas nos Jogos Olímpicos (feminino)                                           | Larisa Latynina                                                                         | União Soviética                                                 | 2008                     | 18 medalhas (9 de ouro, 5 de prata e 4 de bronze) em 3 olimpíadas (Melbourne 1956, Roma 1960 e Tóquio 1964) | [ 1 ]       |        |
| Maior ganhador de medalhas nos Jogos Olímpicos de Inverno                                            | Bjørn Dæhlie                                                                            | Noruega                                                         |                          | 9 medalhas (6 de ouro e 3 de prata) |             |        |
| Maior ganhador de medalhas nos Jogos Olímpicos, tanto nos Jogos de Verão quanto nos Jogos de Inverno | Clara Hughes                                                                            | Canadá                                                          |                          | 2 medalhas de bronze (Jogos de Inverno), 2 de bronze, 1 de prata e 1 de ouro (Jogos de Verão) |             |        |
| Maior ganhador de medalhas de ouro nos Jogos Olímpicos                                               | Michael Phelps                                                                          | Estados Unidos                                                  | 2008                     | 14 medalhas de ouro no total |             |        |
| Maior ganhador de medalhas numa única edição dos Jogos Olímpicos                                     | Michael Phelps                                                                          | Estados Unidos                                                  | 2008                     | 8 medalhas de ouro |             |        |
| Mais vezes campeão olímpico de uma prova individual                                                  | - Paul Elvstrøm - Al Oerter - Carl Lewis - Ben Ainslie                                  | Dinamarca Estados Unidos Reino Unido                            |                          | 4 Vezes (tetracampeões olímpicos): - Paul Elvstrøm - Vela 1948, 1952, 1956, 1960 - Al Oerter - Lançamento do disco - 1956, 1960, 1964, 1968 - Carl Lewis - Salto em distância - 1984, 1988, 1990, 1994 - Ben Ainslie - Vela - 2000, 2004, 2008, 2012 | [ 2 ]       |        |
| Maior hegemonia numa modalidade                                                                      | Aladár Gerevich                                                                         | Hungria                                                         |                          | 28 anos - de 1932 a 1960 | [ 3 ] [ 4 ] |        |
| Mais vitórias consecutivas numa mesma modalidade                                                     | Aladár Gerevich                                                                         | Hungria                                                         |                          | 6 vitórias consecutivas - em 1932, 1936, 1948, 1952, 1956, 1960 | [ 3 ] [ 4 ] |        |
| Mais medalhas de ouro numa mesma modalidade                                                          | Aladár Gerevich / Birgit Fischer                                                        | Hungria / · Alemanha                                            |                          | 6 medalhas |             |        |
| Mais participações em Olimpíadas                                                                     | Ian Millar                                                                              | Canadá                                                          |                          | 10 olimpíadas | [ 5 ]       |        |
| Mais tempo participando de Olimpíadas de forma consecutiva                                           | Hubert Raudaschl                                                                        | Áustria                                                         |                          | 9 olimpíadas consecutivas (32 anos consecutivos) |             |        |
| Mais tempo participando de Olimpíadas                                                                | 1-Ian Millar 2-Durward Knowles 3-Paul Elvstrom 4-Ivan Osiier 5-Magnus Konow             | 1- Canadá · 2- Bahamas · 3- Noruega · 4- Dinamarca · 5- Noruega |                          | 1- 40 anos e 10 olimpíadas 2- 40 anos e 8 olimpíadas 3- 40 anos e 8 olimpíadas 4-40 anos e 7 olimpíadas 5-40 anos e 6 olimpíadas |             |        |
| Atleta mais velho a ganhar uma medalha olímpica                                                      | Oscar Swahn                                                                             | Suécia                                                          | Antuérpia 1920           | 72 anos e 280 dias - Modalidade: Tiro duplo ao veado | [ 1 ]       |        |
| Atleta mais jovem a ganhar uma medalha                                                               | Henry Clundey                                                                           | Reino Unido                                                     | Prata nos Estocolmo 1912 | 10 anos e 78 dias - Modalidade: remo | [ 6 ]       |        |
| Atleta mais jovem a ganhar medalha de ouro                                                           | Marjorie Gestring                                                                       | Estados Unidos                                                  | Berlim 1936              | 12 anos e 141 dias - Modalidade: Saltos ornamentais | [ 1 ]       |        |
| Atleta mais velho a participar dos jogos olímpicos                                                   | Oscar Swahn                                                                             | Suécia                                                          | Antuérpia 1920           | 72 anos e 280 dias - Modalidade: Tiro duplo ao veado | [ 1 ]       |        |
| Atleta mais jovem a participar dos jogos olímpicos                                                   | Marcel Depaillé                                                                         | França                                                          | Paris 1900               | 7 anos - Modalidade: Remo | [ 1 ]       |        |
| Único atleta a ganhar medalhas de ouro nos Jogos de Verão por 3 bandeiras diferentes                 | Andrey Lavrov - Handebolista                                                            | União Soviética · Equipa Unificada · Rússia                     |                          | Medalha de ouro em 1988 pela URSS, em 1992 pela CEI, e em 2000 pela Rússia. | [ 7 ]       |        |
| Único atleta a ganhar medalhas de ouro nos Jogos de Verão e de Inverno em diferentes modalidades     | Eddie Eagan                                                                             | Estados Unidos                                                  |                          | Medalha de ouro no Boxe em 1920 na Antuérpia, e medalha de ouro no Bobsleigh em 1932 Lake Placid. |             |        |
| Atleta com o "pior" tempo da história numa maratona olímpica                                         | Shizo Kanakuri                                                                          | Japão                                                           | 1912-1966                | 54 anos, 8 meses, 6 dias, 8:32:20.3 horas | [ 8 ]       |        |
| País que mais sediou Jogos Olímpicos                                                                 | Estados Unidos                                                                          | Estados Unidos                                                  |                          | 8 vezes. 4 nos Jogos de Verão (1904, 1932, 1984 e 1996) e 4 nos Jogos de Inverno (1932, 1960, 1980 e 2002). Também é o recordista de sedes nos Jogos de Verão, e nos Jogos de Inverno.                                                               |             |        |
| Cidade que mais sediou Jogos Olímpicos                                                               | Londres                                                                                 | Inglaterra                                                      |                          | 3 vezes (1908, 1948 e 2012) |             |        |
| Jogos Olímpicos com a maior medalha (tamanho e peso)                                                 | Jogos Olímpicos de Inverno de 2010                                                      | Itália                                                          | 2010                     | | [ 10 ]      |        |
| Item Olímpico mais caro da história (após ser leiloado)                                              | Troféu recebido por Spiridon Louis ao vencer a maratona nas Olimpíadas de Atenas (1896) |                                                                 | 2012                     | R$ 1,6 milhão | [ 11 ]      |        |

## Futsal

### Copa do Mundo de Futsal
|                                                                             | Nome                   | Nacionalidade | Ano  | Detalhes                                         | Ref    | Imagem |
| --------------------------------------------------------------------------- | ---------------------- | ------------- | ---- | ------------------------------------------------ | ------ | ------ |
| Jogador Mais velho a disputar uma Copa do Mundo de Futsal                   | Kazu                   | Japão         | 2012 | 45 anos                                          | [ 12 ] |        |
| Jogador Mais jovem a disputar uma Copa do Mundo de Futsal                   | Ricardinho             | Portugal      | 2000 | 15 anos e 2 meses de idade                       | [ 13 ] |        |
| Maior artilheiro de Copas do Mundo de Futsal                                | Manoel Tobias          | Brasil        | 2000 | 43 gols                                          | [ 14 ] |        |
| Jogador com Maior Número de Partidas disputadas em Copas do Mundo de Futsal | Manoel Tobias          | Brasil        | 2000 | 31 partidas disputadas, em 3 copas do mundo.     | [ 13 ] |        |
| Jogo com maior número de gols em Copas do Mundo de Futsal                   | Rússia x Ilhas Salomão |               | 2008 | 33 gols Rússia 31 x 2 Ilhas Salomão              | [ 15 ] |        |
| Maior goleada em Copas do Mundo de Futsal                                   | Rússia x Ilhas Salomão |               | 2008 | 29 gols de diferença Rússia 31 x 2 Ilhas Salomão | [ 16 ] |        |
| Jogador que mais fez gol em uma única partida de Copas do Mundo de Futsal   | Pula                   |               | 2008 | 9 gols, no jogo Rússia 31 x 2 Ilhas Salomão      | [ 17 ] |        |

### Outros
|                                                         | Nome                      | Nacionalidade | Ano  | Detalhes                                                                           | Ref    | Imagem |
| ------------------------------------------------------- | ------------------------- | ------------- | ---- | ---------------------------------------------------------------------------------- | ------ | ------ |
| Maior goleada da história do Futsal                     | Brasil 76 x 0 Timor Leste | Brasil        | 2006 | Jogo válido pelos Jogos da Lusofonia de 2006                                       | [ 18 ] |        |
| Jogador que mais fez gol em uma única partida de Futsal | Valdin                    | Brasil        | 2006 | 20 gols, no jogo Brasil 76 x 0 Timor Leste válido pelos Jogos da Lusofonia de 2006 | [ 19 ] |        |

## Basquete
|                                              | Nome                  | Nacionalidade  | Ano  | Detalhes | Ref           | Imagem |
| -------------------------------------------- | --------------------- | -------------- | ---- | --- | ------------- | ------ |
| Jogador com mais pontos em uma partida       | Mats Wermelin         | Suécia         |      | Segundo o “Livro dos Recordes”, o recorde de pontos em uma partida de basquete pertence a Mats Wermelin, que com treze anos marcou 272 pontos em um torneio regional em Estocolmo. | [ 20 ]        |        |
| Jogador Profissional Mais Alto da História   | Paul Sturgess         | Inglaterra     |      | 2,3180 m de altura e 320 lb (150 kg) | [ 21 ] [ 22 ] |        |
| Jogador Profissional Mais baixo da História  | Jonte "Too Tall" Hall | Estados Unidos |      | 1,57 m | [ 23 ]        |        |
| Maior jogador de basquete da história        | Michael Jordan        | Estados Unidos | 2003 | Acumulador de mais de 30000 pontos na carreira |               |        |
| Maior cestinha da história do basquetebol    | Oscar Schmidt         | Brasil         | 2003 | Acumulador de mais de 49.703 pontos na carreira | [ 24 ]        |        |
| Maior cestinha em Olimpíadas da história     | Oscar Schmidt         | Brasil         | 1996 | 1.093 pontos em Olimpíadas | [ 25 ]        |        |
| Cesta feita do arremesso mais longe da cesta | Corey “Thunder” Law   | Estados Unidos | 2013 | 33,45 m | [ 26 ]        |        |

## Automobilismo
| | Nome                                           | Nacionalidade  | Ano           | Detalhes | Ref    | Imagem |
| --- | ---------------------------------------------- | -------------- | ------------- | --- | ------ | ------ |
| Piloto de Fórmula 1 mais alto da história | Justin Wilson                                  | Inglaterra     | 2003          | 1,93 metro |        |        |
| Único piloto a ganhar a Tríplice Coroa do Automobilismo (GP Monaco, 500 Milhas de Indianapólis e 24h de LeMans)                                              | Graham Hill                                    | Inglaterra     | 1972          | Venceu o GP de Mônaco em 5 oportunidades, a Indy 500 em 1966 e as 24h de LeMans em 1972. | [ 27 ] |        |
| Único piloto da Formula Indy a ganhar a Tríplice Coroa da IndyCar (500 Milhas de Indianapolis, 500 Milhas de Pocono e 500 Milhas da Califórnia) no mesmo ano | Al Unser                                       | Inglaterra     | 1978          | Venceu o GP de Mônaco em 5 oportunidades, a Indy 500 em 1966 e as 24h de LeMans em 1972. |        |        |
| Troca de pneus mais rápida da história da Formula 1 (em corrida oficial)                                                                                     | Williams F1, no Grande Prêmio da Europa        | União Europeia | 2016          | 1,90 s |        |        |
| Piloto de Formula 1 com mais títulos na história | Michael Schumacher                             | Alemanha       | 2004          | 7 vezes campeão mundial | [ 28 ] |        |
| Mais jovem piloto de Formula 1 a conquistar um título da história                                                                                            | Sebastian Vettel                               | Alemanha       | 2010          | 22 anos de idade |        |        |
| Piloto de Formula 1 com mais vitórias consecutivas | Alberto Ascari                                 | Itália         | 1952 e 1953   | 7 vitórias consecutivas (entre os dias 22 de Junho de 1952 e 18 de janeiro de 1953) | [ 29 ] |        |
| Piloto de Formula 1 com mais corridas | Rubens Barrichello                             | Brasil         | 1993 Até 2011 | 326, com 322 largadas. |        |        |
| Piloto de Formula 1 que mais tempo correu | Rubens Barrichello                             | Brasil         | 1993 Até 2011 | 19 temporadas ininterruptas - de 1993 a 2011 |        |        |
| Piloto de Formula Indy com mais títulos na história | Sam Hornish, Jr.                               | Estados Unidos | 2006          | 3 vezes campeão mundial |        |        |
| Maior velocidade atingida por um carro de Formula 1 | Honda Bonneville 400                           |                |               | 413 km/h. | [ 30 ] |        |
| Maior velocidade atingida por um carro de Formula 1 em corrida/treino oficial                                                                                | Juan Pablo Montoya, com um McLaren V10         | Colômbia       | 2005          | 372,6 km/h. Em 2005, durante os treinos para o GP da Itália. | [ 30 ] |        |
| Maior velocidade atingida por um carro de Formula Indy em corrida/treino oficial                                                                             | Gil de Ferran, com um Penske                   | Brasil França  | 2000          | A Cart, entidade americana que controla a categoria, só considera como recordes as velocidades médias das voltas. Por esse critério, o carro mais veloz foi o Penske do brasileiro Gil de Ferran, que em 2000 chegou a 387,8 km/h no circuito oval de Michigan, nos Estados Unidos. Em pistas ultra-rápidas como essa são alcançados picos de velocidade acima de 410 km/h | [ 30 ] |        |
| Maior velocidade atingida por um carro da Nascar já medida                                                                                                   | Dodge Charger pilotado por Russ Wicks          |                | 2007          | 394 km/h, no deserto de sal de Bonneville |        |        |
| Maior velocidade atingida por um carro de Stock Car já medida                                                                                                | Cacá Bueno                                     | Brasil         | 2011          | 345.9 km/h, no deserto de sal de Bonneville |        |        |
| Maior velocidade atingida por um carro S4 já medida |                                                | Estados Unidos | 2012          | Percorreu uma distância de um quarto de milha (402 metros) em meros 9s61, em um treino no Palm Beach International Raceway | [ 31 ] |        |
| Maior piloto de motociclismo da história | Valentino Rossi                                | Itália         | 2009          | 9 vezes campeão mundial |        |        |
| Parada de Pit-Stop mais rápdia da Fórmula 1 | Williams F1                                    | União Europeia | 2016          | No GP da Europa de 2016, na volta 29, a Williams F1 liberou o carro de Felipe Massa em míseros 1,89 segundos. | [ 32 ] |        |
| Pista/autódromo mais extenso da história | Nürburgring Nordschleife                       | Alemanha       | 1927          | O traçado original da pista tinha aproximadamente 28 km, posteriormente foi criado um novo traçado de 22 km de extensão e era utilizado pela Fórmula 1 na década de 1960. | [ 33 ] |        |
| Pista/autódromo mais curto do mundo | Martinsville Speedway / Bristol Motor Speedway | Alemanha       | 1927          | 0.526 milhas ou 847 metros de extensão |        |        |
| Maior reta da Fórmula 1 | Circuito Internacional de Xangai               | China          |               | Reta oposta. 1,3 km de extensão. |        |        |
| Recorde de marcha a ré | Terry Grant                                    |                |               | 1,16 milhas – o equivalente a 1,87 quilômetros – em 1’37”02. A velocidade média foi de 88,5 km/h, no Festival da Velocidade de Goodwood | [ 34 ] |        |

## Lutas

### Boxe
|                                                        | zone                                   | Nacionalidade                   | Ano                                       | Detalhes                                                                                    | Ref    | Imagem |
| ------------------------------------------------------ | -------------------------------------- | ------------------------------- | ----------------------------------------- | ------------------------------------------------------------------------------------------- | ------ | ------ |
| Maior número de defesas de título                      | Joe Louis                              | Estados Unidos                  |                                           | 26 vezes                                                                                    |        |        |
| Pugilistas a terminar a carreira invicto               | Rocky Marciano / Floyd Mayweather, Jr. | Estados Unidos / Estados Unidos |                                           | 49 lutas, 49 vitórias (43 nocautes) / 50 lutas, 50 vitórias (26 nocautes) rias(26 nocautes) |        |        |
| Maior número de vitórias por nocaute na carreira       | Archie Moore                           | Estados Unidos                  |                                           | 145 nocautes, em 220 lutas 1 85 vitórias.                                                   |        |        |
| Maior porcentagem de vitórias por nocaute na carreira  | Rocky Marciano                         | Estados Unidos                  |                                           | 87,75%                                                                                      |        |        |
| Mais tempo lutando ininterruptamente como profissional | Bob Fitzsimmons / Jack Johnson         | Estados Unidos / Estados Unidos |                                           | 31 anos                                                                                     |        |        |
| Maior público numa luta de boxe                        | Julio César Chávez x Greg Haugen       | México / Estados Unidos         | 20 de fevereiro de 1992 no Estádio Azteca | 132.274 pessoas.                                                                            | [ 35 ] |        |
| Pugilista mais alto da história                        | Gogea Mitu                             | Roménia                         |                                           | 2,42 metros                                                                                 | [ 35 ] |        |

### MMA/Vale Tudo
|                                                                                | Nome                                                               | Nacionalidade  | Data | Detalhes | Ref    | Imagem |
| ------------------------------------------------------------------------------ | ------------------------------------------------------------------ | -------------- | ---- | --- | ------ | ------ |
| Lutador mais vitorioso da história do Vale-tudo                                | Fedor Emelianenko                                                  | Rússia         |      | 39 lutas com 34 vitórias, 1 no contest (luta contra Antonio Rodrigo Nogueira), 4 derrotas (se consagrou por se tornar campeão de vale tudo e também em outras duas artes marciais como sambô e judô), permaneceu invicto no MMA por mais de uma década. |        |        |
| Lutador com maior número de lutas da história do MMA em eventos registrados    | Travis "The Ironman" Fulton                                        | Estados Unidos |      | 310 lutas. | [ 36 ] |        |
| Lutador com maior número de vitórias da história do MMA em eventos registrados | Travis "The Ironman" Fulton                                        | Estados Unidos |      | 250 vitórias. | [ 36 ] |        |
| Lutador com mais derrotas da história do MMA                                   | Shannon Ritch                                                      | Estados Unidos |      | 88 derrotas. | [ 37 ] |        |
| Lutador com pior cartel da história do MMA                                     | Kenneth Allen                                                      | Estados Unidos |      | 33 lutas. 1 vitória e 32 derrotas. (3% de aproveitamento) | [ 38 ] |        |
| Lutador com a carreira mais longa da história do MMA                           | Murilo Bustamante                                                  | Brasil         |      | 20 anos. | [ 39 ] |        |
| Lutador mais velho da história do MMA                                          | John Williams                                                      | Estados Unidos |      | 70 anos. | [ 40 ] |        |
| Lutador mais alto da história do MMA                                           | Giant Silva                                                        | Brasil         |      | 2,19 m altura (2,30 m envergadura) |        |        |
| Lutador mais baixo da história do MMA                                          | Charles Williams                                                   | Estados Unidos |      | 1 m altura (0,98 m envergadura) |        |        |
| Nocaute mais rápido da história do MMA                                         | Chris Clements                                                     | Canadá         | 2006 | 3seg, na luta Chris Clements x Lautaro Tucas, pelo evento TKO | [ 41 ] |        |
| Luta mais longa da história do Vale tudo moderno                               | Royce Gracie x Kazushi Sakuraba, pelo PRIDE Grand Prix 2000 Finals | Brasil x Japão | 2000 | 1h30 min |        |        |

#### UFC
|                                                                | Nome                               | Nacionalidade         | Data                    | Detalhes | Ref    | Imagem |
| -------------------------------------------------------------- | ---------------------------------- | --------------------- | ----------------------- | --- | ------ | ------ |
| Lutador com mais horas lutadas dentro do octógono do UFC       | B.J. Penn                          | Estados Unidos        |                         | 5 horas, 3 minutos e 51 segundos | [ 42 ] |        |
| Lutador com maior número de vitórias no UFC                    | Georges St. Pierre                 | Canadá                | 2010                    | 18 vitórias em 25 lutas. | [ 43 ] |        |
| Maior número de vitórias consecutivas no UFC                   | Anderson Silva                     | Brasil                | Outubro de 2013         | 16 vitórias consecutivas. | [ 44 ] |        |
| Maior número de lutas pelo cinturão no UFC                     | Randy Couture                      | Canadá                | 2011                    | 15 lutas valendo o cinturão | [ 45 ] |        |
| Maior número de vitórias em lutas que valiam o cinturão do UFC | Anderson Silva                     | Brasil                | 2012                    | 11 vitórias. 10 defesas de cinturão, mais a luta que lhe valeu o cinturão.                                                                                            |        |        |
| Maior número de defesas de cinturão no UFC                     | Demetrious Johnson                 | Estados Unidos        | 2017                    | 11 defesas de cinturão. |        |        |
| Maior número de defesas de cinturão consecutivas no UFC        | Anderson Silva                     | Brasil                | 2012                    | 10 defesas de cinturão consecutivas. |        |        |
| Pior cartel de um campeão do UFC                               | Maurice Smith                      | Estados Unidos        | 2011                    | Cartel 12V-13D | [ 46 ] |        |
| Disputa de cinturão mais rápida da história do UFC             | UFC 194: Aldo vs. McGregor         | Estados Unidos        | 2015                    | 13 segundos | [ 47 ] |        |
| Maior número de lutas no UFC                                   | Michael Bisping                    | Inglaterra            | 2017                    | 29 lutas. | [ 48 ] |        |
| Lutador recordista de finalização da noite no UFC              | Demian Maia                        | Brasil                | 2009                    | 4. | [ 49 ] |        |
| Lutador que mais recebeu bonus da noite no UFC                 | Anderson Silva e Joe Lauzon        | Brasil Estados Unidos | 2012                    | 12 premiações cada: são sete Nocautes da Noite, duas Finalizações da Noite e três Lutas da Noite para Silva e um Nocaute, seis Finalizações e cinco Lutas para Lauzon | [ 47 ] |        |
| Nocaute mais rápido da história do UFC                         | Jorge Masvidal                     | Estados Unidos        | 2019                    | 5,0 seg, na luta Jorge Masvidal vs. Ben Askren, no UFC 239 | [ 50 ] |        |
| Finalização mais rápida da história do UFC                     | Oleg Taktarov                      | Rússia                | 1995                    | Oleg Taktarov levou apenas 9 segundos para encaixar uma guilhotina e finalizar o americano Anthony Macias, no UFC 6                                                   | [ 47 ] |        |
| Evento mais longo da história do UFC                           | UFC on Fuel TV: Barão vs. McDonald | Londres               | 16 de Fevereiro de 2013 | 2h48m39s | [ 51 ] |        |
| Lutador mais alto da história do UFC                           | Stefan Struve                      | Países Baixos         |                         | 2,11 m | [ 47 ] |        |
| Lutador com maior envergadura da história do UFC               | Jon Jones                          | Estados Unidos        |                         | mede 2,15 m de ponta a ponta de suas mãos em posição de crucifixo. Um detalhe: Jones mede 1,94 m de altura                                                            | [ 47 ] |        |
| Lutador mais velho a disputar um combate no UFC                | Ron van Clief                      | Estados Unidos        |                         | 51 anos, quando lutou no UFC 4 | [ 47 ] |        |
| Lutador mais jovem a disputar um combate no UFC                | Dan Lauzon                         | Estados Unidos        |                         | 18 anos, sete meses e 14 dias quando estreou no UFC 64 | [ 47 ] |        |

## Tênis
|                                                                   | Nome | Nacionalidade | Ano  | Detalhes             | Ref    | Imagem |
| ----------------------------------------------------------------- | --- | ------------- | ---- | -------------------- | ------ | ------ |
| Mais jovem atleta da modalidade a marcar pontos no ranking da ATP | Marcelo Saliola                                                                                                   | Brasil        | 1987 | 14 anos e três meses | [ 52 ] |        |
| Partida mais longa da história do tênis                           | Partida entre John Isner e Nicolas Mahut, em Wimbledon                                                            | Inglaterra    |      | 11h06                | [ 53 ] |        |
| Partida mais longa da história da Copa Davis de tênis             | Partida de duplas entre Tomas Berdych e Lukas Rosol x Stanislas Wawrinka e Marco Chiudinelli (Rep. Checa x Suíça) | x             |      | 7h02min              | [ 54 ] |        |

## Outros
| | Nome                                                          | Nacionalidade  | Ano  | Detalhes | Ref           | Imagem |
| --- | ------------------------------------------------------------- | -------------- | ---- | --- | ------------- | ------ |
| Maior torcida do Mundo | Mohhamendan Sport Club                                        | Índia          | 2008 | 110 milhões de torcedores                                                                                           | [ 55 ]        |        |
| Maior estrutura destinada a eventos esportivos em todo o mundo                                                              | Indianapolis Motor Speedway                                   | Estados Unidos |      | |               |        |
| Maior Rodeio do Mundo | Calgary Stampede                                              | Canadá         |      | |               |        |
| Maior Pontuação Individual em uma partida de Vôlei                                                                          | Leonardo Leyva Martinez                                       | Cuba           | 2013 | 59 pontos | [ 56 ]        |        |
| Mais tempo surfando uma onda                                                                                                | Steve King                                                    | Reino Unido    |      | 20,65 km surfados em 1h04m                                                                                          | [ 57 ]        |        |
| Recorde Mundial de Wingsuit Flying                                                                                          | Julian Boulle                                                 | Africa do Sul  |      | 23,01seg | [ 58 ]        |        |
| Maior hegemonia num esporte individual (Tempo de Invencibilidade)                                                           | Esther Vergeer (Tênis para cadeirantes)                       | Países Baixos  |      | Ficou de 2003 a 2012 sem perder uma partida sequer. Aposentou invicta há 10 anos, com 470 jogos de invencibilidade. | [ 59 ] [ 60 ] |        |
| Maior hegemonia num esporte individual (Número de partidas/disputas)                                                        | Jahangir Khan (Squash)                                        | Paquistão      |      | Ficou 5 anos invicto, acumulando 555 partidas invictas.                                                             | [ 61 ]        |        |
| Pessoa que mais vezes ganhou o Arnold Strongman Classic (que é a competição no mundo que exige mais força-pura)             | Žydrūnas Savickas                                             | Lituânia       |      | 7 vezes. Zydrunas tem vários recordes no Guinness de força-pura.                                                    |               |        |
| Pessoa que mais vezes ganhou o World's Strongest Man (que é a competição no mundo que exige mais força e velocidade juntas) | Mariusz Pudzianowski                                          | Polónia        |      | 5 vezes. | [ 62 ]        |        |
| Mulher que mais vezes ganhou o World's Strongest Woman                                                                      | Aneta Florczyk                                                | Polónia        |      | 5 vezes. |               |        |
| Atleta mais pesado da história (qualquer esporte)                                                                           | Emmanuel Yarborough                                           | Estados Unidos |      | 2,03 m e 270 kg (Atlteta de Sumô e MMA)                                                                             | [ 63 ]        |        |
| Atleta mais alto da história (qualquer esporte)                                                                             | Suleiman Ali Nashnush                                         | Líbano         |      | 2,45 m (Basquetebol)                                                                                                |               |        |
| Atleta mais baixo da história (qualquer esporte)                                                                            | Aditya Dev                                                    | Índia          |      | 84 cm (Fisiculturismo)                                                                                              | [ 64 ]        |        |
| Mais tempo fazendo embaixadinhas                                                                                            | Daniel Magness                                                | Inglaterra     |      | 26 horas |               |        |
| Maior tempo de controle com a bola nas costas                                                                               | Daniel Magness                                                | Inglaterra     |      | |               |        |
| Maior número de embaixadinhas consecutivas com o ombro                                                                      | Daniel Magness                                                | Inglaterra     |      | |               |        |
| Partida mais longa da história do Voleibol                                                                                  | Partida entre URSS e Polônia, na final das Olimíadas de 1976. | Canadá         |      | 4 horas e 36 minutos. A Polônia venceu.                                                                             | [ 65 ]        |        |
| Mais rápido do mundo | Usain Bolt                                                    | Jamaica        | 2011 | | [ 66 ]        |        |
| 10000 metros no atletismo                                                                                                   | Kenenisa Bekele                                               | Etiópia        | 2005 | 26min17s53 em Bruxelas, na Bélgica                                                                                  | [ 67 ]        |        |
| Maratona no atletismo | Patrick Makau                                                 | Quênia         | 2011 | 2h03m28s em Berlim, na Alemanha                                                                                     | [ 68 ]        |        |
| Maior surfista profissional da história                                                                                     | Kelly Slater                                                  | Estados Unidos | 2010 | 10 vezes campeão mundial                                                                                            |               |        |
| Nadador mais rápido | César Cielo                                                   | Brasil         | 2009 | 20s91 em 18 de dezembro de 2009.                                                                                    |               |        |
| Maior skatista vertical da história                                                                                         | Tony Hawk                                                     | Estados Unidos | 2002 | Detentor de 12 campeonatos mundiais de Vertical, três campeonatos mundiais de Street Style e oito de X Games.       |               |        |
| Primeiro skatista a realizar a manobra 1080 graus (3 voltas completas)                                                      | Tom Schaar                                                    | Estados Unidos | 2012 | | [ 69 ]        |        |
| Skatista mais jovem a realizar a manobra 900 graus (2 voltas e meia)                                                        | Tom Schaar                                                    | Estados Unidos | 2008 | 8 anos | [ 70 ]        |        |
| Skatista mais jovem a realizar a manobra 1080 graus (3 voltas completas)                                                    | Tom Schaar                                                    | Estados Unidos | 2012 | 12 anos | [ 69 ]        |        |